# 嫡男
嫡男（ちゃくなん）とは、嫡子（嫡嗣）とも呼ばれ、一般に正室（正嫡）の生んだ男子のうち最も年長の子を指す。女子の場合は嫡女となる。

## 概要
長男と同一視されることもあるが、たとえ長男であっても側室の生んだ子である場合、正室の生んだ弟が嫡男となることもあることから、嫡男と長男は必ずしも同一ではない。特に嫡男ではない長男は庶長子、長庶子、庶子とも称される。嫡男の嫡男は嫡孫と呼ばれる。また、代々嫡男の家系である血筋を嫡流という。また、内孫とも称される。
但し、正室が生んだ男子全員を指す場合もある。日本における現行の皇室典範の「嫡男」はこの意である。更に明治以後の民法では、かつての正室に相当する妻が生んだ子供を女子を含めて嫡出子と呼称している。

## 日本の歴史上における嫡男
嫡男、嫡子の考え方が日本で生じたのは、律令制の蔭位制の導入に由来する説があるが定かではない。この時には正室が生んだ長男が自動的に嫡子として扱われて蔭位において最優先で位階を授けられる事になっていた。なお、この制度は民間にも導入されて戸籍にも記載される事になっていたが、当時は未だに氏族単位で行動することが多かった日本では全く定着せず、早くも奈良時代中期にはこの戸籍上の規定は廃れていくことになった。また、嫡子が定められてもそれによって他の兄弟に対して優位に立てるか否かは無関係であった。
極端な事例を挙げれば、平安時代初期の延暦22年（803年）、後に右大臣となった藤原北家藤原内麻呂が嫡子と定めたのは、当時の北家の嫡流藤原永手（内麻呂の伯父）の娘が生んだ藤原衛で（『文徳実録』天安元年11月5日条）、衛は10男で当時5歳、対する長男藤原真夏は既に30歳で従五位下中衛権少将、1歳年下の同母弟冬嗣も左衛士大尉であった。その後、衛は当時の貴族では異例の24歳で従五位下に叙され、恒世親王の娘（淳和天皇の孫）を妻に迎えた。だが、この時の右大臣は異母兄の冬嗣であった（当時、太政大臣・左大臣は不在、また兄の真夏は薬子の変で失脚）。このため、庶子とされた冬嗣とその子孫によって嫡子とされた衛は生涯圧迫され続け、文章生に選ばれるなどの異才の持ち主でありながら、正四位下右京大夫という低い地位で没した。つまり、嫡子に選ばれることで最初の叙位などにおける効果はあっても将来の保証を持つものではなかった。
平安時代後期に蔭位制が意味を失っていくと、嫡子の選択は父親の権限となり、その地位・財産を継ぐに相応しい人物が選択されるようになった。その場合には母親の身分や出生順が考慮されたが、「立嫡」の儀式によって嫡男を擁立する手続が取られれば、正室の次男以下や庶子の継承もあり得た。なお、当時の公家において嫡子の証とされていたのは、所領よりも日記や公文書など代々当主に継承されてきた記録類であった。先例を重視する公家社会ではその知識に通じていることが宮廷官僚としての評価に反映され、それが出世＝家の繁栄に直接つながった。このために、そうした記録類を保持している事が結果的に出世に優位に働くと考えられ、公家は自らの嫡子と定めた人物にこうした記録類を授けることでその社会的地位を継承させようとした。
武家では、男子が元服する際、太郎、次郎と生まれた順に沿って仮名をつける例があるが、嫡男を太郎とし、嫡男と同母弟が生まれた順に次郎、三郎と呼ぶのに対して、側室を母とする庶子の場合、嫡男より年長であっても嫡男をはじめ正室の子よりも下位の仮名を使う例も見られ、嫡男とその同母弟と庶兄弟との身分は厳格であった。また、嫡男が先に死んだ場合には、その嫡男である嫡孫が伯父・叔父にあたる嫡男の兄弟達よりも優先的に後継者の地位を得る事があった。
逆に側室の子であっても、年齢や母の身分などを総合的に勘案した上で領主の後継者として正当であると認められれば、これを嫡男と呼ぶこともあった。武家では、かつては正室の生んだ子全員による分割相続が行われていたが、南北朝時代頃から長子単独相続に移行していった。「嫡男」の定義もこれに応じて変化したものと考えられている。
近世になると、将軍家や大名家などでは代々嫡男に同じ幼名を付ける日本独自の習慣が生まれた（徳川将軍家の「竹千代」、加賀藩主前田家の「犬千代」など）。また将軍や大名が中国風に「国主」「諸侯」などと呼ばれるようになるにつれ、そのまた嫡男の呼び名にも中国風の「世子」が用いられるようになっていった。